# Николаев, Михаил Степанович
Михаи́л Степа́нович Никола́ев (1878—1956) — российский революционер, Герой Труда (1934).

## Биография
Михаил Степанович Николаев родился 12 июля 1878 года в селе Сухово Коломенского уезда Московской губернии. Отец работал в Москве, в Брестских железнодорожных мастерских. Многодетная семья жила в постоянной нужде, однако Михаил сумел в 1891 году окончить Трехклассное городское училище с похвальным листом, а затем Школу ремесленных учеников при Прохоровской Трехгорной мануфактуре. В 1898 году, работая слесарем на Мытищинском вагоностроительном заводе, начал посещать марксистский кружок Е. И. Немчинова.
Переехав в 1900 году на заработки в город Николаев Херсонской губернии, работал на Черноморском механическом и Французском судостроительном заводах. В 1903 году вступил в РСДРП. За организацию в мае 1903 года крупной забастовки был уволен. Отработав месяц с бригадой сормовских рабочих в Севастополе на установке орудий на крейсер «Очаков», Николаев вернулся в Москву.
В Москве на заводе Русско-бельгийского общества (впоследствии — завод «Динамо») Николаев в августе 1903 года, во время «маевки» в Тюфелевой роще, организовал первую заводскую ячейку большевиков. Практически сразу после этого стал замечать за собой слежку. Перейдя в ноябре на работу в мастерские Брестской ж/д, развернул там большевистскую агитацию, и в январе 1904 года был арестован.
Серьёзных обвинений Николаеву предъявить не смогли, и, после пребывания в одиночке Бутырской тюрьмы, в июне 1904 года он был выслан под административный надзор в Харьковскую губернию, где работал на ряде частных предприятий слесарем. В декабре 1904 года, будучи амнистирован по случаю рождения наследника-цесаревича, вернулся в Москву.
Повторно поступив на работу в Брестские ж/д мастерские, организовал стачку в феврале 1905 года, за которую приказом министра путей сообщения князя Хилкова был уволен без права работы в отрасли. В феврале-марте получал содержание из партийной кассы, как профессиональный революционер, а в апреле 1905 года, по записке парторганизатора Харина к Н. П. Шмиту, был принят на работу на его мебельную фабрику на Пресне.
На фабрике основной задачей Николаева было укрепление и обучение боевой дружины, перешедшей с первой московской артели столяров и деревообделочников. В рабочее время дружинники тренировались в стрельбе и метании гирь, имитирующих бомбы. Оружие, первоклассные маузеры и браунинги, поступало от МК партии и от хозяина фабрики Н. П. Шмита.
Первое вооруженное выступление дружинников-шмитовцев под командованием Николаева состоялось в сентябре 1905 года. Пытаясь изгнать с фабрики Карла Зибрехта на Долгоруковской улице полицейскую охрану и штрейкбрехеров, дружинники открыли огонь из огнестрельного оружия, были раненые. Опасаясь преследования полиции, Николаев получил явку в Петербурге и уехал из Москвы.
В Петербурге, в октябре-ноябре 1905 года, Николаев впервые лично встретил В. И. Ульянова-Ленина — на открытом собрании профсоюзов в «Соляном городке».
Вернувшись в конце ноября в Москву, Николаев вновь возглавил дружину фабрики Шмита из 36 человек, вместо раненого Петра «Кавказца», и в качестве ее командира принял активное участие в Декабрьском вооруженном восстании.
После подавления восстания, 17 декабря 1905 года, Николаев и его помощник И. В. Колокольчиков покинули Пресню, перейдя Москву-реку по льду. Направившись после этого на квартиру Н. П. Шмита в доме Плевако на Новинском бульваре, они узнали об аресте хозяина фабрики. Сестра Н. П. Шмита Екатерина выдала Николаеву схожий по приметам паспорт на имя новозыбковского мещанина Савелия Михайловича Ефремова и 25 рублей на дорогу. Николаев уехал в Петербург, а затем в Вологду, где устроился чернорабочим в мастерской Медведева.

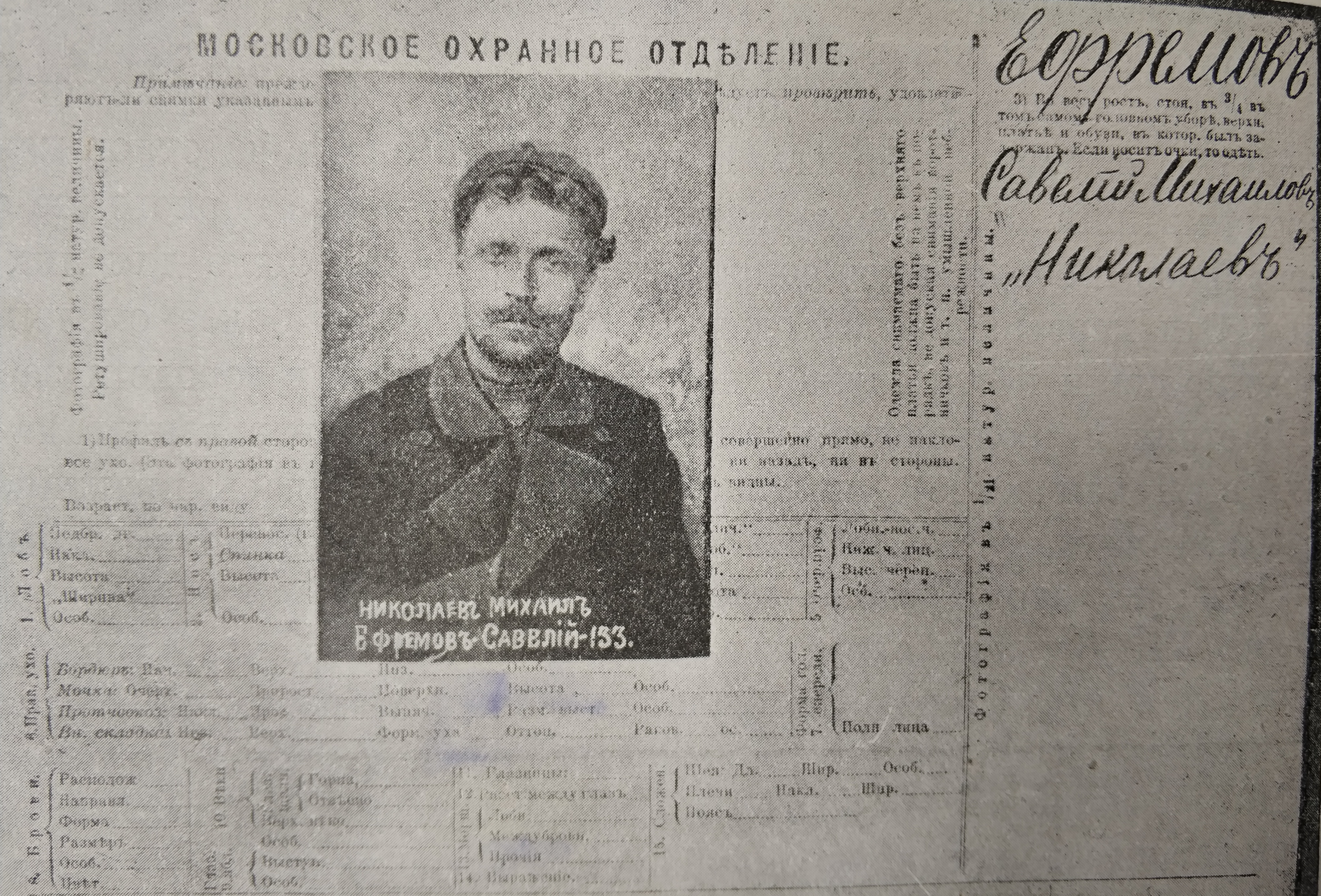
Архивная карточка Охранного отделения на М. С. Николаева

Весной 1906 года, получив явку в Одессе, Николаев на попутных пароходах по Большой Волге добрался до Баку, затем переехал в Поти. Пешком по краю моря дошел до Нового Афона, откуда перебрался в Одессу. В Одессе в июле 1906 года был арестован прямо на улице и этапирован в Москву. К концу 1906 года было установлено его настоящее имя и предъявлено обвинение по 99-й статье, грозившее смертной казнью.
Суд над 4-мя шмитовцами, включая Николаева, состоялся в феврале 1908 года. Сочувствовавшие революционерам круги привлекли лучших адвокатов, в частности, П. Н. Малянтовича, будущего министра юстиции Временного правительства. Двое подсудимых были оправданы, двое, в том числе Николаев, приговорены к ссылке на вечное поселению в Восточную Сибирь. Ключевую роль сыграли показания пристава Протасова, опознавшего Николаева как боевика, руководившего разгромом полицейского участка на Грузинском валу.
В августе 1908 г. Николаев был выпущен из Иркутской каторжной тюрьмы. Работал кочегаром на ходившем по Лене пароходе «Николай» Глотовского пароходства, на заготовках дров, строительстве железной дороги, на золотых приисках Бодайбо. Полностью забросив революционные идеи, Н. с товарищами по ссылке готовили побег на Аляску.  Однако приехавшая к нему семья и родившаяся в 1909 году дочь Клавдия не дали совершить задуманное... Лишь к 1916 году Н. сумел добиться изменения своего статуса с вечноссыльнопоселенца на крестьянина, получив право работать в Иркутске по специальности слесарем.
Первые известия о Февральской революции Николаев, как и многие ссыльные в Иркутске, воспринял с недоверием. Только после доклада И.Г.Церетели в Клубе приказчиков Иркутска, решил вернуться с семьей в Москву, куда прибыл в середине апреля 1917 года на специальном поезде Всероссийского Земского Союза. В Москве, возобновив партийные связи, поступил слесарем на аэропланный завод «Дукс», затем моторный завод «Гном и Рон». Вел на заводах большевистскую агитацию. Н. вспоминал, что рабочие в массе своей резко негативно воспринимали большевиков, не давали им выступать, но Николаева, из уважения к его прошлому, всегда выслушивали до конца.
В июне 1917 года Николаев был избран гласным Московской городской Думы от Бутырского района. Вошел во фракцию большевиков из 23-х человек, вместе с Н. И. Бухариным, И. И. Скворцовым-Степановым, П. Г. Смидовичем, И. Ф. Арманд. Был одновременно заместителем председателя Союза металлистов Мытищинского района.
Перейдя осенью 1917 года на строящийся завод военных самоходов общества BECOS в Подлипках, Николаев сыграл ключевую роль в передаче большевикам 30-ти отремонтированных грузовых автомобилей, обеспечивших во время восстания в октябре 1917 года подвоз снарядов со складов в Мызо-Раево к обстреливавшей Кремль и опорные точки юнкеров артиллерии.
После переворота продолжал работать в завкоме на заводе и Союзе металлистов. Н. вспоминал, что в конце 1917 года, разгневанные невыплатой содержания рабочие бастовали и массово принимали резолюции, громящие Советы. Николаев, имея доступ к Г. А. Усиевичу, в обход очередей получал из Госбанка средства на выплату рабочим Мытищ.
В январе 1918 года, по предложению Инессы Арманд, Николаев был избран членом исполкома Московского уездного Совета (МУС), помещавшегося в здании бывшего уездного земства на Садовой-Сухаревской улице.
В период острых дискуссий о Брестском мире, Николаев, вместе с Мытищинской организацией РСДРП(б), поддерживал позицию Н. И. Бухарина.
В апреле 1918 года был назначен комиссаром юстиции Московского уезда, занимался районированием участков для народных судов. В июне 1918 года возглавил вновь образованную Московскую уездную Чрезвычайную Комиссию по борьбе с контрреволюцией, спекуляцией и саботажем — МУЧК, которой также подчинялась уездная милиция. Ввиду отсутствия губернской ЧК, МУЧК управлялась непосредственно ВЧК. Основной операцией на посту председателя МУЧК для Николаева стало активное участие в подавлении восстания левых эсеров в июле 1918 года, в том числе массовые обыски и аресты в подмосковных дачных поселках.
Был делегатом V Всероссийского Съезда советов в 1918 г.
После ликвидации МУЧК в феврале 1919 года Николаев возглавил отдел управления МУС, одновременно став особо-чрезвычайным уполномоченным по топливу. Руководил подготовкой планов обороны южных районов Московского уезда (Люберецкого, Разинского, Ленинского) от наступавших белогвардейских войск.
В марте 1920 года, по мобилизации через организованный Троцким Главполитпуть, Николаев был направлен в Ростов-на-Дону заместителем заведующего дорожным политотделом на Владикавказскую ж/д, с задачей восстановления транспортного сообщения и организации дорожных политотделов по следам отступавших деникинских войск.
В ноябре 1920 года вернулся в Москву, стал заместителем председателя Чрезвычайной комиссии по топливу Московской губернии.

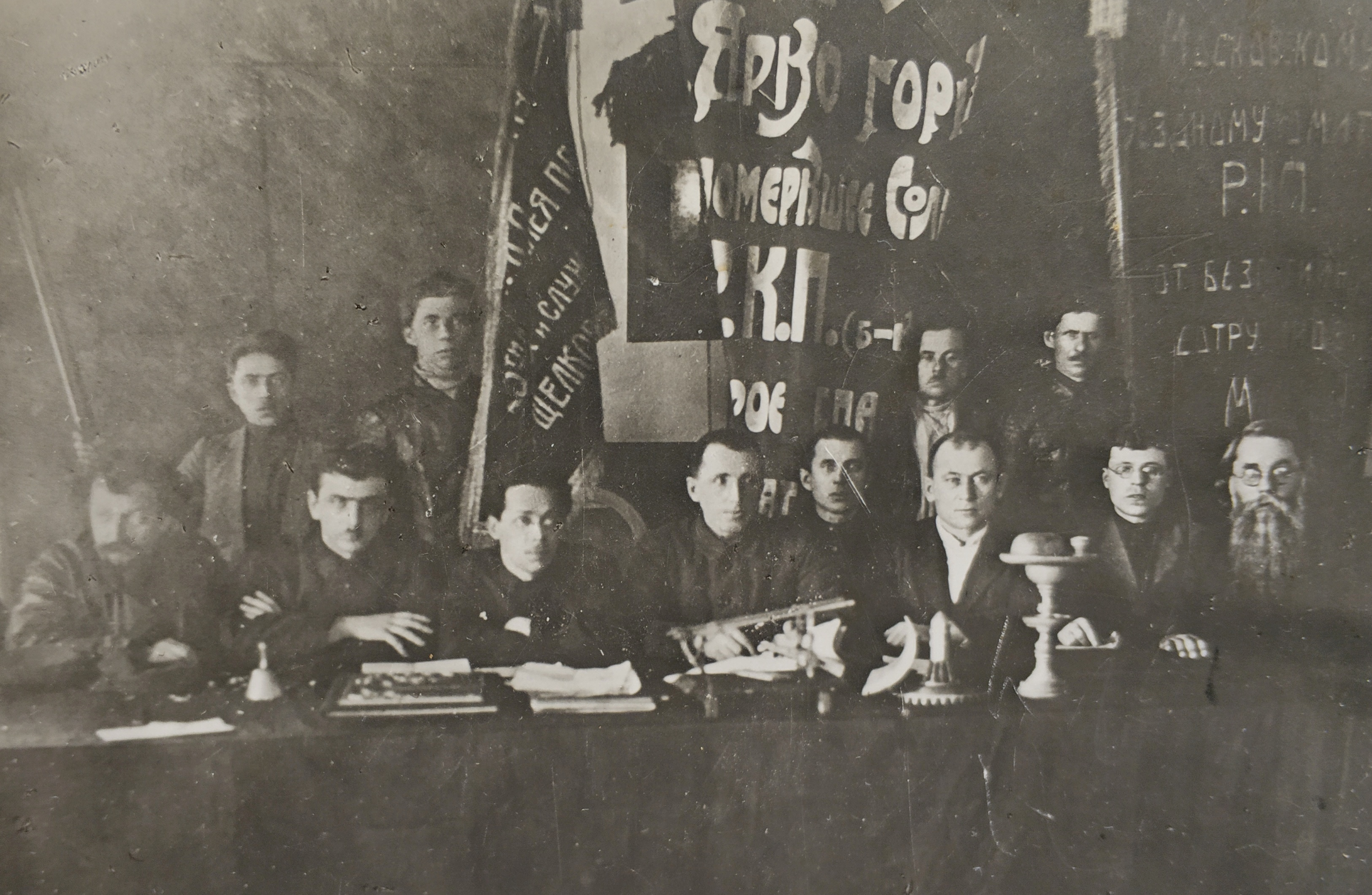
Партгруппа Московского уездного Совета, 1923 г. Крайний слева — М. С. Николаев

1 июля 1922 года Николаев был избран председателем Московского уездного Совета. На этом посту отвечал за проведение в уезде мероприятий НЭП, сбор продналога, организацию УТОРГПРОМа, кредитного товарищества и т. п.
В период выступления "Левой оппозиции" в РКП(б) осенью 1923 года Московская уездная партгруппа оказалась одной из немногих, где оппозиционеры имели большинство. В результате 
в ноябре 1923 года Николаев был переведен на работу заместителем управляющего трестом «Мосдрев» МСНХ. С 1928 года был управляющим этого треста.
В ноябре 1929 года снят с должности с одновременным взысканием по партийной линии (строгий выговор с предупреждением) "за потерю классового чутья, недопустимое доверие без надлежащей проверки к специалистам".
С декабря 1929 года -заместитель директора завода "Котлоаппарат", директор завода им.Компартии Германии. С июня 1931 года - 2-й заместитель управляющего РОМО (Республиканское объединение общего машиностроения).
В октябре 1932 года сочинский поезд, на котором Н. с женой Татьяной Павловной возвращался с отдыха, потерпел крушение на станции Люблино. Получив ранения, Н. долго лечился, а затем перешёл на физическую работу - слесарем на завод точной электромеханики. В 1934 году стал начальником отдела кадров - инспектором в тресте «Союзмебель» и Главспецдревпроме Наркомлеса СССР.

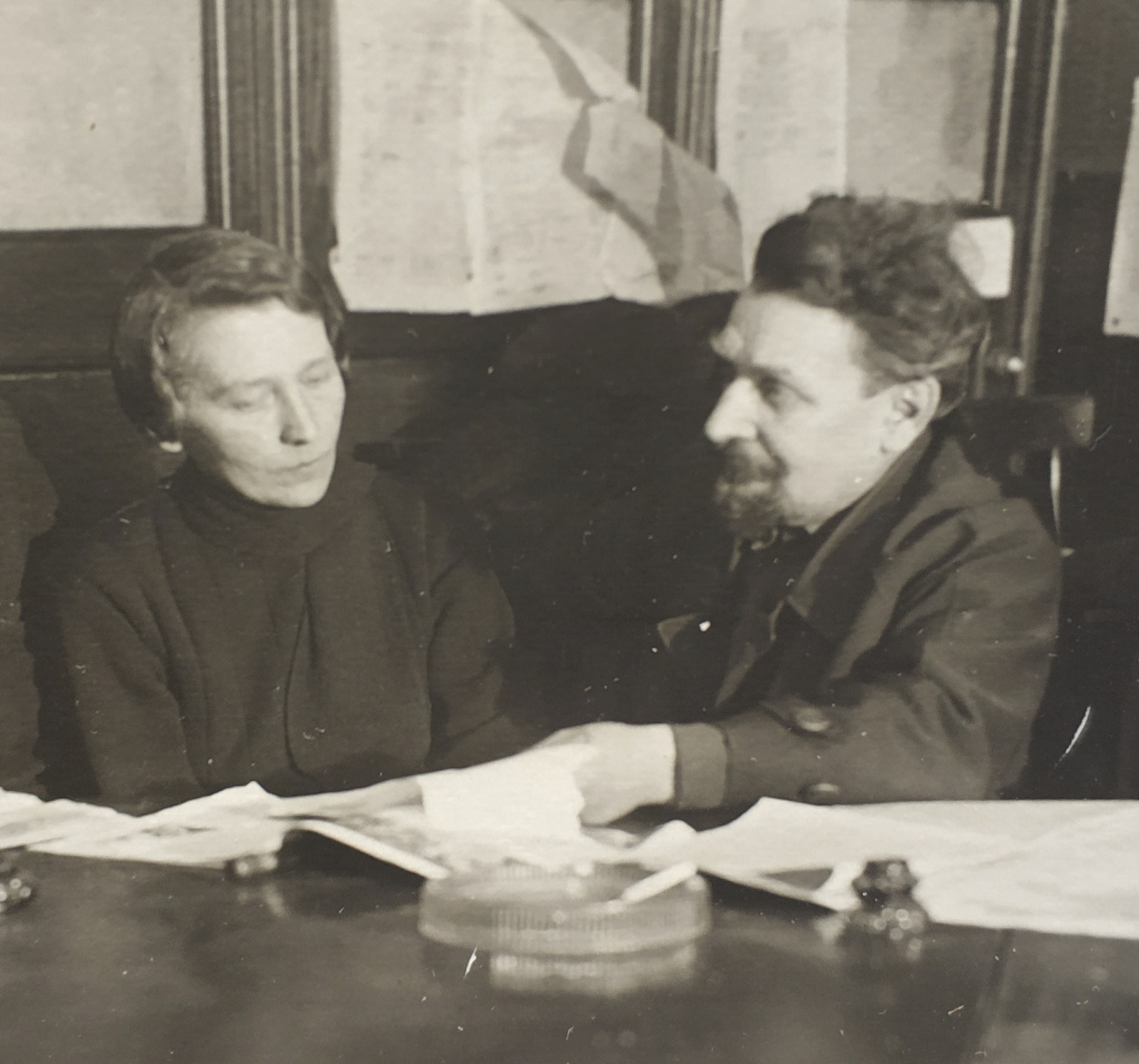
М. С. Николаев и Е. П. Шмит (Андриканис). Фото 1930 года.

В 1920-е и 1930-е годы Николаев активно участвовал в работе Всесоюзного общества старых большевиков, Всесоюзного общества бывших политкаторжан и ссыльнопоселенцев. В декабре 1934 года стал единственным единогласно избранным членом бюро Московского землячества старых большевиков, получив все 63 голоса присутствовавших.
Неоднократно избирался депутатом Моссовета.
В период репрессий пытался заступаться за своих товарищей, в частности,  старого друга и родственника жены, Григория Деуленкова ( бывший первый "красный директор" завода "Динамо", арестовывался в 1930-х и конце 40-х как видный участник "рабочей оппозиции").
Осенью 1941 года Николаев прошел боевую подготовку в Истребительном батальоне при Краснопресненском РК ВКП(б). 17 октября 1941 года вместе с аппаратом Наркомлеса СССР был эвакуирован в г. Киров.  где проработал до конца войны.
Окончательно выйдя на пенсию в 1951 году, Николаев продолжил активное участие в общественной жизни, встречах с учащимися, военнослужащими, публиковал воспоминания.

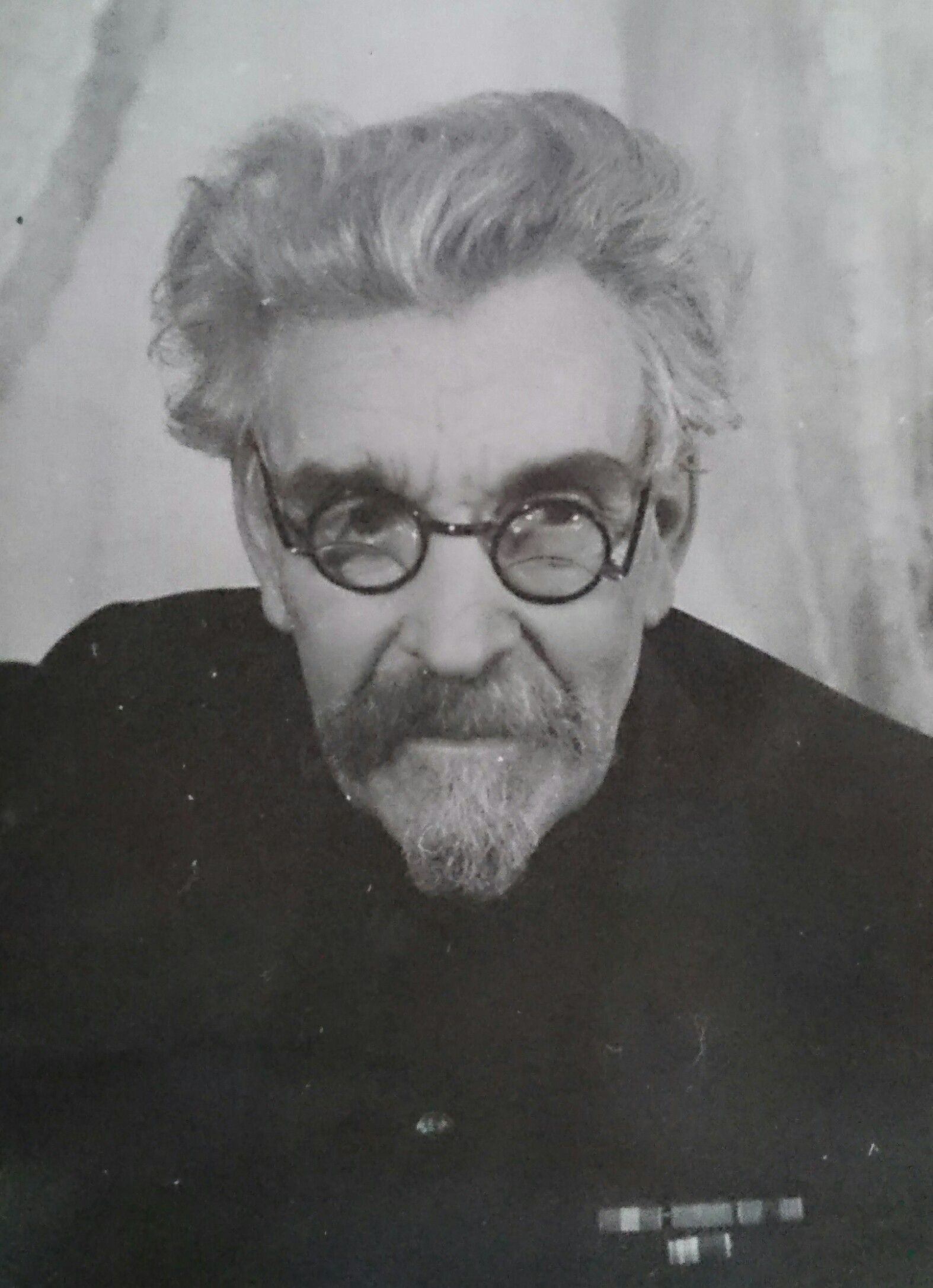
Фото М. С. Николаева 1955 г.

В феврале 1956 года Николаев, будучи гостем XX съезда КПСС, присутствовал на закрытом докладе Н. С. Хрущёва «О культе личности И. В. Сталина и его последствиях». Николаев болезненно отреагировал на то, что соратники Сталина, рассказывающие теперь о его ошибках и преступлениях, все время были рядом с вождем и ничего не предпринимали.
Николаев скончался в Москве 27 июня 1956 года от пневмосклероза.
Похоронен на 1-м участке Новодевичьего кладбища в Москве.

## Память
В 1957 году в честь М. С. Николаева названа улица в Москве.